# Okaikwei North Municipal District
Der Distrikt Okaikwei North Municipal District ist einer von 29 Distrikten der Greater Accra Region in Ghana. Er hat eine Größe von 21,34 km² und 160.446 Einwohner (2021). 

## Geschichte
Ursprünglich war der Distrikt Teil des damals größeren Accra Metropolitan District, bis ein kleiner Teil des Distrikts am 15. März 2018 abgeteilt wurde, um den Okaikwei North Municipal District zu schaffen. Der Distrikt befindet sich im östlichen Teil der Greater Accra Region und hat Abeka als Hauptstadt.

## Einwohnerentwicklung
Die folgende Übersicht zeigt die Einwohnerzahlen nach dem jeweiligen Gebietsstand.
| Jahr | Einwohner |
| ---- | --------- |
| 2010 | 228.271   |
| 2021 | 160.446   |